# 한국의 웹소설
대한민국에서 웹소설(한국어: 웹소설; 한자: 웹小說; 로마자 표기: Websoseol)은 21세기에 들어 인기를 얻고 있는데, 전자출판 분야 중에서도 웹소설은 전자책 시장을 이끄는 핵심 콘텐츠로 자리잡고 있다. 2000년대 초반 대한민국에서 웹툰이 성장한 것처럼 웹소설도 2010년 이후 빠르게 성장하고 있다.
웹소설의 일반적인 정의는 '웹에서 최초로 공개된 소설'이다. 이 정의는 웹소설을 다른 콘텐츠와 구별하는 성격에 기반하며, 첫째로 소설과 독자를 매개하는 기반이 웹이라는 점, 둘째로 해당 소설이 웹에서 처음으로 공개된다는 점, 셋째로 서사적 형태를 가진다는 점에 근거한다. 특히 웹소설 시장은 웹소설 콘텐츠가 드라마처럼 확장될 수 있는 가능성이 확인되면서 큰 주목을 받기 시작했다.

## 역사
‘웹소설’이라는 용어는 2013년 포털 사이트 네이버가 ‘네이버 웹소설’을 개설한 이후 대한민국에서 사용되기 시작한다. 그 이전에는 ‘인터넷 소설’, ‘온라인 소설’ 등 다양한 명칭으로 불렸다. 현재는 산업계와 학계 모두에서 ‘웹소설’이라는 용어를 사용하고 있다.
대한민국의 웹소설은 1990년대 후반 PC통신 문학에서 비롯되어 확산되기 시작한다. 당시 나우누리, 천리안, 하이텔 등에서 활동한 작품들이 그 시초이며, 이들 작품은 소위 ‘1세대 판타지 소설’이라 불렸다. 대표적인 작품으로는 『퇴마록』(1993), 『마이언 전기』(1995), 『비상하는 매』(1996), 『드래곤 라자』(1997), 『카르세아린』(1998), 『용의 신전』(1998), 『묵향』(1998)[4], 『세월의 돌』(1998) 등이 있다. 1990년대 후반 인터넷이 보급된 이후, PC통신은 사라지고 인터넷 소설이 본격적으로 활성화되기 시작한다. 2000년대에 접어들면서 IMF 경제 위기와 세기말 증후군 등 불안정한 사회적 상황 속에서 사람들은 가상현실에 몰입하게 되었고, 이에 따라 아마추어 작가들이 대거 등장하며 순수문학이 아닌 장르문학이 인터넷을 기반으로 대중화되기 시작한다. 이 시기 웹소설은 한국 외의 다른 국가에서도 유사한 개념으로 유행하기 시작한다. 미국에서는 ‘웹 픽션(Web fiction)’, 중국에서는 ‘인터넷 문학(중국어: 网络文学; 병음: wǎngluò wénxué)’이라고 불린다. 이 무렵 수많은 인터넷 소설이 등장하며, 대표적인 작가로는 귀여니가 있다. 그녀의 작품은 만화와 영화로도 제작되어 성공을 거두었는데, 대표작으로는 『엽기적인 그녀』(2001), 『그 놈은 멋있었다』(2004) 등이 있다.
IMF 이후 한국에는 많은 책 대여점이 생겨났는데, 이는 책 대여점이 스타트업 아이템으로 각광받았기 때문이다. 인터넷에서 연재되던 장르소설은 종종 출간되어 대여점에서 판매되었다. 그러나 이러한 책 대여점 시장은 오래 지속되지 못했다. 인터넷 소설은 다양한 유통 경로를 가지게 되었고, 웹소설은 유료화되기 시작했다. 2007년 4월 전자책 업체 북토피아가 ‘와키’라는 장르소설 전문 사이트를 개설했고, 2008년에는 북큐브가 전자책 전문 서점을 개설했다. 두 서점 모두 ‘회차당 결제 방식’을 사용하였다. 지금까지도 인기 있는 연재 사이트인 조아라도 이 시기에 유료화를 시도하지만, 초기에는 잘 작동하지 못하였다. 조아라는 2011년에 ‘프리미엄’ 섹션을 개설하였으며, 해당 섹션은 2014년까지도 수익성이 없었다.
한편, 최근 몇 년간 전자책 시장은 계속해서 확대되었다. 2013년 1월 네이버 웹소설 서비스가 시작되었는데, 포털의 영향력은 막대하였다. 기존에 ‘인터넷 소설’, ‘작가 소설’ 등으로 불리던 명칭이 단숨에 ‘웹소설’로 바뀌게 되었다. 같은 해 2월에는 카카오페이지가 등장했다. 카카오페이지는 현재 장르소설 시장의 중심으로 자리잡고 있다.
2022년 10월 이후부터는 YONDER와 같은 서비스가 한국 웹소설을 공식적으로 영어로 번역해 제공하기 시작했다. 그 이전에는 한국어를 모국어로 하지 않는 독자들의 수요를 충족시키기 위해 많은 불법 사이트들이 영어 번역본을 불법 유통하였다. 그러나 대한민국 문화체육관광부는 한국 웹소설의 저작권 보호를 위해 이러한 불법 유통자들에 대해 강경한 대응을 이어가고 있다.

## 기능

### 웹 기반 시스템
웹소설은 모두 웹상에서 제작, 유통, 소비되는데, 이는 기존 출판 산업에 큰 변화를 가져왔다. 기존 출판 산업에서 큰 영향력을 가졌던 채널이 아닌 웹 기반 채널들이 웹소설 산업에서는 매우 영향력 있는 존재로 부상하였다. 또한 웹소설의 제작, 유통, 소비 과정은 거의 동시에 이루어진다. 게다가 디지털 환경에서 결제 방식이 간편해지면서, 독자들은 회차당 약 100원에 책정된 웹소설을 부담 없이 즐길 수 있게 되었다.

### 연재
웹소설에서 연재가 중요한 이유는 점진적인 상업화를 가능하게 할 뿐만 아니라, 잠재적인 독자 유입을 상호작용을 통해 유도할 수 있기 때문이다. 따라서 독자의 호기심이 극대화되는 시점에서 에피소드를 끝맺는 노하우가 중요하다. 또한 회차 간의 연결성 역시 독자가 다음 화를 읽을지 말지를 결정하는 중요한 요인이 된다.

### 상호작용
댓글을 통한 독자와의 상호작용은 웹소설의 중요한 구성 요소이다. 웹소설 제작 과정에서 작가는 댓글과 조회수를 확인함으로써 독자들이 어떤 요소를 즐기고, 어떤 부분에 흥미를 보이지 않는지를 구분할 수 있다. 그러나 이는 작가에게 큰 부담으로 작용할 수 있으며, 창작자의 창의성을 저해할 가능성도 있다. 그럼에도 불구하고 댓글을 통한 상호작용은 과거에 고정되어 있던 창작과 독자의 관계에 새로운 변화를 불러왔으며, 문학의 새로운 가능성을 제시하고 있다.

### 확장성
웹소설은 다른 콘텐츠로 확장될 수 있는 가능성을 지닌다. 짧은 호흡과 빠른 전개로 인해 몰입도가 높고, 드라마 형식을 가지고 있어 시각화하기 쉽다. 중국에서는 웹소설이 웹툰, 영화, 게임 등 다양한 콘텐츠로 개발하기 쉬운 지식재산권(IP)으로 주목받고 있다. 실제로 웹소설 원작 작품들이 인기를 끌고 있다.

## 플랫폼

### 조아라
2000년 11월에 개설된 ‘시리얼리스트(Silieolliseuteu)’와 2001년 3월에 개설된 ‘유조아(Yujoa)’가 그 전신이다. 2002년에는 웹소설 『투명드래곤』(Tumyeongdeuraegon)이 큰 화제를 일으켰다. 2003년 6월, 『조아라』(Joara)가 공식적으로 설립되었다. 조아라는 14만 명의 작가가 활동하고, 하루 평균 2,400편이 연재되며, 총 42만 편의 작품을 보유한 국내 최대 웹소설 플랫폼이다. 조아라는 창립 후 8년간 적자를 기록하였으나, 2009년부터 수익이 발생하면서 2015년에는 매출 125억 원을 기록하였다. 2016년 기준으로 회원 수는 110만 명이며, 하루 평균 860만 건의 이용이 이루어진다. 조아라는 성비가 거의 동일한 이용자층을 보유하고 있어 판타지와 로맨스 장르 모두 수요가 높다. ‘노블레스’와 ‘프리미엄’ 카테고리의 상위 10위는 판타지와 로맨스 장르가 점유하고 있으며, 무료 연재 카테고리에서는 패러디와 BL 장르가 두드러진다.

### 문피아
『고! 무림』은 2002년 무협 소설 작가 ‘금강(현 대표 김환철)’ 등이 개설한 사이트로, 무협 장르에 집중하였으며 독자 연령대가 높은 것이 특징이었다. 이후 많은 판타지 작가와 독자들을 수용하며 사이트 이름을 ‘고모판’으로 변경하였고, 다시 변화가 일어나 2006년 ‘문피아’로 명칭을 바꾸고 2013년부터 유료 서비스를 시작하였다. 2016년 기준  문피아는 45만 명의 회원, 일일 방문자 수 50만 명, 활동 작가 수 3만 1천 명을 보유하고 있으며, 총 6만 권, 연재물 70만 편, 독점작 2만 편, 월간 신규작 2,700편 이상이 등록되어 있다. 2021년 5월, 네이버는 CJ그룹 산하 CJ ENM과 협력하여 국내 3위 웹소설 플랫폼 문피아를 인수하였다.

### 네이버 웹소설(및 SERIES)
네이버 웹소설(Neibeowebsoseol)은 2013년 1월 15일에 처음 서비스를 시작하였다. 국내 최대 검색 엔진 네이버 산하의 웹소설 플랫폼으로, 2016년 1월 네이버 보도자료에 따르면 월 1회 이상 접속한 독자가 500만 명을 넘는 등 많은 독자들의 사랑을 받고 있다. 네이버 웹소설의 공식 연재 작가 중 연간 1억 원 이상의 수익을 올린 작가는 26명이며, 최고 수익 작가는 2018년 한 해에만 4억 7천만 원을 벌었다. 네이버 웹소설 작품은 다른 플랫폼과 형식에서 차별화되며, 대사의 앞에 캐릭터 일러스트를 부착하는 형식을 갖춘다. 이는 대사의 화자를 맥락 없이도 일러스트만으로 식별할 수 있게 해주는 독특한 특징이다. 네이버는 2018년 자사 웹소설 플랫폼을 네이버 시리즈로 개편하고, SERIES 마케팅에 집중하고 있다. 또한 유료 콘텐츠 활성화 모델도 개편하여 ‘기다리면 무료’라는 제도를 통해 일정 시간 대기 시 독자들이 무료로 웹소설을 감상할 수 있게 하였다.

### 카카오페이지
카카오페이지는 2013년 4월 9일 처음 서비스를 시작했으나, 초기에는 웹소설과 웹툰 중심이 아니었다. 초기에는 다양한 콘텐츠 개발자들이 자유롭게 모바일 콘텐츠를 올릴 수 있는 오픈마켓 형태로 설계되었으나, 사용자들에게 충분히 홍보되지 않아 널리 이용되지 못하였다.
2014년 4월 21일부터 웹툰과 웹소설 서비스를 무료로 시작하였다. 『달빛 조각사』(2007) 등 인기 작품을 기반으로, 카카오톡 이용자들에게 아이템을 제공하는 등 적극적인 마케팅을 통해 잠재 이용자층을 확보하면서 현재는 웹 콘텐츠 시장의 한 축으로 자리잡았다.
카카오페이지의 웹툰과 웹소설은 본사에서 관리하는 연재물과 ‘기다리면 무료’ 콘텐츠, 그리고 다양한 출판사들이 제공하는 도서들로 구성된다. ‘기다리면 무료’는 첫 회차를 본 이후 일정 시간이 지나면 다음 회차를 무료로 볼 수 있는 서비스 모델이다. 개별 작가가 직접 콘텐츠를 게시할 수는 없고, 파트너사들을 통해서만 업로드할 수 있다는 점에서, 과거 네이버 N스토어(현재 SERIES와 통합됨)와 차이가 있다.

### 리디
리디 주식회사는 2017년 이후 다양한 상품군에서 웹소설을 서비스하며 콘텐츠 영역을 확장하고 있다.

## 장르
웹소설의 장르는 복잡하고 빠르게 변화하지만, 대표적인 장르는 로맨스, 판타지, 무협, 현대물로 나눌 수 있다. 이 중에서도 로맨스 장르는 웹소설에서 가장 많이 생산되고 소비되는 장르이다. 네이버의 경우, 2015년 8월 기준으로 총 25,542권의 웹소설이 N스토어에 게시되었으며, 이 중 로맨스 장르가 13,164권(64.08%)으로 가장 큰 비중을 차지하였다. SF 및 판타지 장르가 3,540권(17.23%)으로 2위를, 무협이 2,420권(11.78%)으로 3위를, 미스터리가 865권(4.36%)으로 5위를 차지하였으며, 라이트 노벨은 238권(1.16%)으로 그 뒤를 이었다.
로맨스 판타지’ 장르가 주목 받는다. 로맨스 판타지는 2017년 4월부터 네이버에서 선보인 장르로, 로맨스를 소재로 한 판타지를 의미하는 신장르 소설이다. 판타지 장르가 주로 영웅의 모험을 중심으로 한 스토리라인을 사용하는 반면, 로맨스 판타지는 로맨스를 주요 스토리라인으로 설정한다.
또한 게임 웹소설도 많은 인기를 끌고 있다. 게임 웹소설은 일반적으로 퀘스트, 아이템, NPC와 같은 게임 요소들을 서사의 소재로 활용한다. 이러한 게임 웹소설은 판타지 소설과 융합되어 게임에 익숙한 젊은 독자층에게 더욱 친숙하게 다가가며 그 수요를 확대하고 있다.

## 시장
플랫폼, CP(Contents Provider), 작가는 웹소설 산업의 주역이다. 플랫폼은 작가와 CP로부터 웹소설을 받아 배포하여 독자에게 웹소설을 제공한다. 작가와의 계약 및 발굴은 일반적으로 플랫폼에 직접 제출하거나 플랫폼 자체에서 콘테스트를 개최하여 이루어진다. CP는 작가로부터 웹소설을 받아 다양한 형태로 가공한다. CP는 플랫폼에 일련의 가상 웹 소설을 게시하여 수익을 창출한다. 또한 연속작 또는 완성된 작품을 종이책으로 출판하거나 상품을 생산 및 판매하여 수익을 창출한다.
2015년 기준 웹소설의 64%는 로맨스이며, 로맨스 독자의 95%는 여성이다. 또한 웹소설 독자의 64%는 30대와 40대가 차지한다.

### 판매
웹소설 시장은 2013년 100억 원에서 2018년 4000억 원으로 성장한 것으로 추정된다. 시장은 5년 동안 40배 성장했다. 2019년 웹소설 시장은 5000억원을 넘어섰다.

## 미디어 프랜차이즈
웹소설은 다양한 형태의 콘텐츠로 확장될 수 있는 소스 스토리로서 가장 큰 잠재력을 가지고 있다. 웹소설은 초반 제작에 비용이 적게 들기 때문에, 상대적으로 위험성이 높은 애니메이션, 영화, 드라마 등의 시장성을 테스트할 수 있다는 점에서 중요한 가치를 지닌다. 따라서 웹소설은 그 자체만의 가치보다는, 이를 어떻게 활용할지에 대한 고민을 통해 더 큰 시장 가치를 얻을 수 있다.
위의 대한민국의 소설을 바탕으로 한 작품 분류는 웹소설만을 정리한 것이 아니므로 정확하지는 않기 때문에 이 문단에 별도로 분류하여 정리했다.
| 제목                            | 형식                  | 개봉일자 | 참조                        |
| ------------------------------- | --------------------- | --- | --------------------------- |
| 퇴마록                          | 영화                  | 1998.08.15 | [ 25 ]                      |
| 퇴마록                          | 온라인게임            | 2002.12.21 | [ 26 ]                      |
| 퇴마록                          | 모바일 게임           | 2004 | [ 27 ]                      |
| 퇴마록                          | 웹툰                  | 2021.11.11 | [ 28 ]                      |
| 퇴마록                          | 애니메이션 영화       | 2025.02.21 | [ 29 ] [ 30 ]               |
| 마이언 전기                     | 만화                  | 1998.09 | [ 31 ]                      |
| 데프콘                          | 만화                  | 1999.12.31 | [ 32 ]                      |
| 룬의 아이들                     | 웹사이트, 온라인 게임 | 2000.03.02 | [ 33 ]                      |
| 룬의 아이들                     | 온라인 게임           | 2003.6 | [ 6 ] [ 34 ]                |
| 룬의 아이들                     | 오디오 드라마         | 2020.04.03 | [ 35 ]                      |
| 룬의 아이들                     | 웹툰                  | 2024.06.30 | [ 36 ]                      |
| 묵향                            | 온라인 게임           | 2000 | [ 37 ]                      |
| 묵향                            | 웹툰                  | 2019.07.14 | [ 38 ]                      |
| 묵향                            | 온라인 게임           | 2020.03.10 | [ 39 ]                      |
| 묵향                            | 웹툰                  | 2021.01.31 | [ 40 ]                      |
| 드래곤 라자                     | 만화                  | 2000.04.18 | [ 41 ] [ 42 ] [ 43 ]        |
| 드래곤 라자                     | 온라인 게임           | 2000.10.01 | [ 44 ]                      |
| 드래곤 라자                     | 라디오 드라마         | 2001.06.30 | [ 45 ]                      |
| 드래곤 라자                     | 모바일 게임           | 2004 | [ 46 ]                      |
| 드래곤 라자                     | 모바일 게임           | 2016.2.11 | [ 47 ]                      |
| 드래곤 라자                     | 모바일 게임           | 20.9.05.23 | [ 48 ]                      |
| 드래곤 라자                     | 애니메이션            | 미정 | [ 49 ]                      |
| 엽기적인 그녀                   | 영화                  | 2001.07.27 | [ 9 ]                       |
| 이드                            | 만화                  | 2002.08.08 | [ 50 ]                      |
| 그 놈은 멋있었다                | 영화                  | 2004.07.23 | [ 9 ]                       |
| 그 놈은 멋있었다                | 만화                  | 2004.12.10 | [ 51 ]                      |
| S.K.T - Swallow Knights Tales   | 만화                  | 2007.3.29 | [ 52 ]                      |
| S.K.T - Swallow Knights Tales   | 만화                  | 2011.08.31 | [ 53 ]                      |
| S.K.T - Swallow Knights Tales   | 웹툰                  | 2023.09.23 | [ 54 ] [ 55 ]               |
| 그래서 나는 안티 팬과 결혼했다  | 만화                  | 2011 | [ 56 ]                      |
| 그래서 나는 안티 팬과 결혼했다  | 영화                  | 2016.06.30 | [ 57 ]                      |
| 그래서 나는 안티 팬과 결혼했다  | 웹툰                  | 2018.12.05 | [ 56 ]                      |
| 그래서 나는 안티 팬과 결혼했다  | TV 시리즈             | 2021.4.30 | [ 58 ]                      |
| 신룡의 주인                     | 웹툰                  | 2012.12.28 (비공식 한국어판, 삭제됨); 2014.11.13 (공식 일본어 번역, 삭제됨); 2015.01.19 (공식 한국어 버전, 삭제됨); 2019.03.11 (공식 한국어 버전) | [ 59 ] [ 60 ] [ 61 ] [ 62 ] |
| 신룡의 주인                     | 모바일게임            | 2014 (게임은 2013-2014년에 개발되었지만 출시되지 않음)                                                                                            | [ 63 ] [ 64 ]               |
| 월야환담                        | 웹툰                  | 2013.10.28 | [ 65 ] [ 66 ]               |
| 아키 블레이드                   | 온라인 게임           | 2014.04.25 | [ 67 ]                      |
| 신수의 주인                     | 웹툰                  | 2014.06.30 | [ 68 ]                      |
| 뱀파이어의 꽃                   | 웹 시리즈             | 2014.07.02 | [ 69 ]                      |
| 뱀파이어의 꽃                   | 웹툰                  | 2018.11.26 | [ 70 ]                      |
| 더스크 하울러                   | 웹툰                  | 2014.07.18 | [ 71 ] [ 72 ]               |
| 애완견의 법칙                   | 웹툰                  | 2014.09.13 | [ 73 ] [ 74 ]               |
| 드래곤 레이디                   | 웹툰                  | 2023.06.28 | [ 75 ]                      |
| 미스터 백 올드 맨               | TV 시리즈             | 2014.11.05 | [ 76 ]                      |
| 달빛조각사                      | 웹툰                  | 2015.02.16 | [ 77 ]                      |
| 달빛조각사                      | 모바일 게임           | 2019.10.10 | [ 78 ]                      |
| 달빛조각사                      | 애니메이션 영화       | 미정 | [ 79 ]                      |
| 메모라이즈                      | 비주얼 노벨           | 2016.01.19 | [ 80 ]                      |
| 메모라이즈                      | 모바일 게임           | 2017.04.10 | [ 81 ]                      |
| 메모라이즈                      | 웹툰                  | 2020.09.25 | [ 82 ]                      |
| 김 비서가 왜 그럴까             | 웹툰                  | 2016.06.28 | [ 83 ]                      |
| 김 비서가 왜 그럴까             | TV 시리즈             | 2018.06.06 | [ 83 ]                      |
| 강남 화타                       | 웹툰                  | 2016.06.30 | [ 84 ] [ 85 ]               |
| 내 남자친구에게                 | 연극(뮤지컬)          | 2016.08.05 | [ 86 ] [ 87 ]               |
| 신데렐라와 네 명의 기사         | TV 시리즈             | 2016.08.12 | [ 88 ]                      |
| 구르미 그린 달빛                | TV 시리즈             | 2016.08.22 | [ 89 ]                      |
| 정령왕 엘퀴네스                 | 웹툰                  | 2017.01.20 | [ 90 ]                      |
| 정령왕 엘퀴네스                 | 웹 애니메이션         | 2018.03.23 | [ 91 ] [ 90 ]               |
| 그녀가 공작저로 가야 했던 사정  | 웹툰                  | 2017.09.03 | [ 92 ]                      |
| 그녀가 공작저로 가야 했던 사정  | 모바일 게임           | 2021.05.28 | [ 93 ]                      |
| 그녀가 공작저로 가야 했던 사정  | 애니메이션            | 2023.04.10 | [ 94 ]                      |
| 어느 날 공주가 되어버렸다       | 웹툰                  | 2017.12.20 | [ 95 ]                      |
| 어느 날 공주가 되어버렸다       | 애니메이션            | 2024 | [ 96 ]                      |
| 구경하는 들러리양               | 웹툰                  | 2017.12.24 | [ 97 ]                      |
| 나 혼자만 레벨업                | 웹툰                  | 2018.03.04 | [ 98 ]                      |
| 나 혼자만 레벨업                | 애니메이션            | 2024.01.06 | [ 99 ]                      |
| 귀환자의 마법은 특별해야 합니다 | 웹툰                  | 2018.05.19 | [ 100 ]                     |
| 귀환자의 마법은 특별해야 합니다 | 애니메이션            | 2023.10.07 | [ 101 ]                     |
| 치트라                          | 웹툰                  | 2018.11.30 | [ 102 ]                     |
| 진심이 닿다                     | 웹툰                  | 2019.01.22 | [ 103 ]                     |
| 진심이 닿다                     | TV 시리즈             | 2019.02.06 | [ 103 ]                     |
| 황제와 여기사                   | 웹툰                  | 2019.01.25 | [ 104 ]                     |
| 누나팬닷컴 그녀의 사생활        | 웹툰                  | 2019.03.04 | [ 103 ]                     |
| 누나팬닷컴 그녀의 사생활        | TV 시리즈             | 2019.04.10 | [ 103 ]                     |
| 시맨틱 에러                     | 오디오 드라마         | 2019.03.28 | [ 105 ]                     |
| 시맨틱 에러                     | 웹툰                  | 2020.07.27 | [ 106 ]                     |
| 시맨틱 에러                     | 웹 애니메이션         | 2021.03.12 | [ 107 ]                     |
| 시맨틱 에러                     | 웹 드라마             | 2022.02.16 | [ 108 ]                     |
| 시맨틱 에러                     | 영화                  | 2022.08.31 | [ 109 ]                     |
| 금혼령 - 조선혼인금지령         | 웹툰                  | 2019.06.20 | [ 110 ]                     |
| 금혼령 - 조선혼인금지령         | 모바일 게임           | 2021.05 | [ 111 ]                     |
| 금혼령 - 조선혼인금지령         | 오디오 드라마         | 2022.12.06 | [ 112 ]                     |
| 금혼령 - 조선혼인금지령         | TV 시리즈             | 2022.12.09 | [ 113 ]                     |
| 괴물 공작가의 계약 공녀         | 웹툰                  | 2019.04.30 | [ 114 ]                     |
| 도굴왕                          | 웹툰                  | 2019.06.30 | [ 115 ]                     |
| 도굴왕                          | 애니메이션            | 2026 | [ 116 ]                     |
| 저스티스                        | TV 시리즈             | 2019.07.17 | [ 117 ]                     |
| 구남친이 내게 반했다            | 모바일 게임           | 2019 | [ 118 ]                     |
| 구남친이 내게 반했다            | 웹툰                  | 2020.06.26 | [ 119 ] [ 120 ]             |
| 재혼 황후                       | 모바일 게임           | 2019.07.22 | [ 120 ]                     |
| 재혼 황후                       | 웹툰                  | 2019.10.25 | [ 121 ]                     |
| 재혼 황후                       | 오디오 드라마         | 2021.03.02 | [ 122 ]                     |
| 3cm 헌터                        | 웹툰                  | 2019.09.09 | [ 123 ]                     |
| 남주의 첫날 밤을 가져버렸다     | 웹툰                  | 2020.07.07 | [ 121 ]                     |
| 남주의 첫날 밤을 가져버렸다     | TV 시리즈             | 2025 | [ 124 ]                     |
| 중증 외상 센터 : 골든 아워      | 웹툰                  | 2019.12.16 | [ 125 ]                     |
| 중증 외상 센터 : 골든 아워      | TV 시리즈             | 2025.01.24 | [ 126 ]                     |
| 악녀의 남주님                   | 웹툰                  | 2019.12.31 | [ 127 ]                     |
| 그 오빠들을 조심해!             | 웹툰                  | 2020.02.01 | [ 128 ]                     |
| 전지적 독자 시점                | 웹툰                  | 2020.05.27 | [ 129 ]                     |
| 전지적 독자 시점                | 애니메이션            | 미정 | [ 130 ]                     |
| 정령왕의 딸                     | 웹툰                  | 2020.06.12 | [ 131 ]                     |
| 용왕님의 셰프가 되었습니다      | 웹툰                  | 2020.02.24 | [ 132 ]                     |
| 눈물을 마시는 새                | 오디오 북             | 2020.06.08 | [ 133 ]                     |
| 눈물을 마시는 새                | 비디오 게임           | 2025 | [ 134 ]                     |
| 나노 머신                       | 웹툰                  | 2020.06.10 | [ 135 ]                     |
| 카르세아린                      | 웹툰                  | 2020.08.09 | [ 136 ]                     |
| 마른 가지에 바람처럼            | 웹툰                  | 2020.09.16 | [ 137 ]                     |
| 하렘의 남자들                   | 웹툰                  | 2020.11.24 | [ 138 ]                     |
| 너의 의미                       | 웹툰                  | 2020.12.18 | [ 139 ] [ 140 ]             |
| 성스러운 아이돌                 | 웹툰                  | 2020.12.30 | [ 141 ]                     |
| 성스러운 아이돌                 | TV 시리즈             | 2023.02.15 | [ 142 ]                     |
| 의원, 다시 살다                 | 웹툰                  | 2021.01.16 | [ 143 ]                     |
| 내 남편과 결혼해줘              | 오디오 드라마         | 2021.03.08 | [ 144 ]                     |
| 내 남편과 결혼해줘              | 웹툰                  | 2021.11.02 | [ 145 ]                     |
| 내 남편과 결혼해줘              | TV 시리즈             | 2024.01.01 | [ 146 ]                     |
| 화산귀환                        | 웹툰                  | 2021.03.08 | [ 147 ]                     |
| 화산귀환                        | 애니메이션            | 미정 | [ 148 ]                     |
| 키스 식스 센스                  | 웹툰                  | 2021.04.23 | [ 149 ]                     |
| 키스 식스 센스                  | TV 시리즈             | 2022.05.25 | [ 150 ]                     |
| 완벽한 결혼의 정석              | 웹툰                  | 2021.07.14 | [ 151 ]                     |
| 완벽한 결혼의 정석              | TV 시리즈             | 2023.10.28 | [ 152 ]                     |
| 역대급 영지 설계사              | 웹툰                  | 2021.08.05 | [ 153 ] [ 154 ]             |
| 멸망 이후의 세계                | 웹툰                  | 2022.02.07 | [ 155 ] [ 156 ]             |
| 멸망 이후의 세계                | 애니메이션            | 미정 | [ 157 ]                     |
| 재벌집 막내아들                 | 웹툰                  | 2022.09.28 | [ 158 ] [ 159 ]             |
| 재벌집 막내아들                 | TV 시리즈             | 2022.11.18 | [ 160 ]                     |
| 베이비 폭군                     | 오디오 북             | 2022.12.07 | [ 161 ]                     |
| 베이비 폭군                     | 웹툰                  | 2023.02.28 | [ 162 ] [ 163 ]             |
| 멱살 한번 잡힙시다              | 오디오 북             | 2023.01.03 | [ 164 ]                     |
| 멱살 한번 잡힙시다              | TV 시리즈             | 2024.03.18 | [ 165 ]                     |
| 변경백 서자는 황제였다          | 웹툰                  | 2024.05.31 | [ 163 ]                     |

## 같이 보기
- 한국 문학
  - 한국문학
  - 한국문학 번역(영어판)
- 장르 소설
  - 라이트 노벨
  - 무협
  - 게임 소설
- 팬 픽션
- 전자 문학(영어판)
  - 웹 소설
    - 블로그 소설(영어판)
    - 휴대전화 소설

  - 웹툰
- 한국의 문화
- 한류

## 참조
1. 1 2 3 4 5  고, 민정 (2019). “한국 웹소설의 플랫폼 성장과 가능성(Platform Growth and Possibility of Korean Web Novels)”. 《Riss》. 2020년 9월 27일에 확인함.
2. 1 2 3 4 5 6 7  장, 민지 (2018). 《IP 비지니스 기반의 웹 소설 활성화 방안(IP Business-Based Web Novel Activation Plan)》. 한국콘텐츠진흥원. ISBN 978-89-359-1407-4.
3. ↑  “네이버, 웹툰처럼 소설도 '무료로' 제공한다”. 《Electronic Times》. 2013년 1월 10일. 2025년 3월 8일에 확인함.
4. ↑  “언더그라운드 문화, 가상공간서 "꽃망울"”. Et News. 1998년 11월 14일. 2022년 12월 26일에 확인함.
5. ↑  구, 본혁 (February 2015). “한국장르판타지의 개념과 장르관습((A) study on the concept and genre convention of Korean genre fantasy)”. 《고려대학교 대학원》: 124.
6. 1 2  “Author Jeon Min-hee: Publishing Abroad Requires Faithful Translation and Cultural Understanding”. 《K-Book Trends》 (영어). KPipa. 2019년 6월 10일. 2024년 6월 24일에 확인함.
7. ↑  “［세계기행］ 포립과 테일즈위버, 그리고 룬의 아이들”. Game Meca. 2017년 5월 12일. 2024년 6월 24일에 확인함.
8. 1 2 3  김, 휘빈 (2017). 《웹소설 작가 서바이벌 가이드(Web Novel Writer Survival Guide)》. 이마. 9–22쪽. ISBN 9791186940266.
9. 1 2 3  류, 수연 (November 2019). “웹 2.0 시대와 웹소설—웹 로맨스 서사를 중심으로(Web 2.0 and Web novels—Focusing on Web-based Romance Novels)” 25 (4). 대중서사연구: 9–43. doi:10.18856/JPN.2019.25.4.001.
10. ↑  “Webtoon launches Yonder, a new serialized fiction app” (영어). Fast Company. 2022년 10월 13일. 2022년 12월 12일에 확인함.
11. ↑  “Culture Ministry arrests operator of illegal web novel distribution site”. 《koreajoongangdaily.joins.com》 (영어). 2023년 12월 19일. 2024년 10월 19일에 확인함.
12. ↑  “한계 없는 상상력과 기발한 캐릭터들...대세가 된 '웹소설'”. Kyunghyang Shinmun. 2020년 1월 13일. 2020년 10월 3일에 확인함.
13. 1 2  “이수희 조아라 대표”. Consumer Times. 2015년 5월 26일. 2022년 12월 29일에 확인함.
14. ↑  “웹소설 쓰면서 5억을 벌 수 있다고?”. Daehaknaeil. 2016년 4월 5일. 2022년 12월 29일에 확인함.
15. 1 2 3 4 5 6  이, 승환 (2017). “웹출판의 발전과 과제(The Development and Tasks of Web Publication)”. doi:10.21732/skps.2017.78.97. 2020년 10월 30일에 확인함.
16. ↑  김, 채연; 구, 민 (2021년 5월 28일). “Naver, CJ ENM join forces to acquire Korea's No.3 web novel platform” (영어). Korea Economic Daily. 2021년 11월 9일에 확인함.
17. ↑  “'북스'에서 '시리즈'로... 웹소설 승부수 던진 네이버(From Books to Series...Naver made the bid for victory)”. 머니S. 2018년 10월 17일. 2020년 10월 30일에 확인함.
18. ↑  “닮아가는 네이버와 카카오 콘텐츠 전략(The content strategy of Naver and Kakao is becoming similar)”. The Financial News. 2018년 9월 11일. 2020년 10월 30일에 확인함.
19. ↑  “대세로 떠오른 웹소설 시장...네이버, 카카오에 도전장(The web novel market that has emerged as a trend...Naver sends 'challenge' to Kakao)”. Sisa Journal. 2020년 6월 30일. 2020년 10월 30일에 확인함.
20. ↑  “리디, 웹소설 전용 앱 '리디스토리' 출시”. Sedaily. 2017년 1월 17일. 2022년 12월 29일에 확인함.
21. ↑  노, 희준 (2018년 9월 30일). “A study on the genre aspects of Korean web novels”. 《The Comparative Study of World Literature》 (영어) 64: 409–428. doi:10.33078/COWOL64.17.
22. ↑  김, 경애 (2017). 《Nomaensŭ wepsosŏl》 Ch'op'an판. 서울: Communication Books. ISBN 979-11-288-0037-5. OCLC 1037948261.
23. ↑  “[단독]KT, 제2의 '카카페' 노린다···웹소설 플랫폼 '블라이스' 분사 추진 - 머니투데이(KT is aiming for a second 'Kakao Page'... ...promoting the spread of the web novel platform 'Blice')”. 머니투데이. 2019년 10월 4일. 2020년 10월 30일에 확인함.
24. ↑  “KT, 웹소설·웹툰 공략... "'스토리위즈' 1조 유니콘 기업 목표"(KT is targeting web novels and webtoons... "Storywiz" aims to become a unicorn company worth 1 trillion won.")” (영어). 뉴데일리. 2020년 10월 13일. 2020년 10월 30일에 확인함.
25. ↑  “퇴마록... 그들의 못다한 이야기” [The Soul Guardians... their unfinished story]. 《Sedaily》. 2013년 4월 5일. 2022년 12월 26일에 확인함.
26. ↑  “［기업］젠아이 '퇴마록온라인' 21일 오픈베타테스트” [［Company］Open beta test of Zen-i 'Exorcism Chronicles Online' on the 21st]. 《머니투데이》. 2002년 12월 13일. 2022년 12월 26일에 확인함 – Naver 경유.
27. ↑  “KTH, 온라인 게임사업 탄력” [KTH, online game business momentum]. 《Digital Times》. 2003년 11월 18일. 2022년 12월 26일에 확인함 – Naver 경유.
28. ↑  “1000만부 대작 판타지 소설 '퇴마록' 웹툰으로 만난다” [Meet the 10 million-copy blockbuster fantasy novel 'Exorcism Chronicles' through webtoon]. 《Maeil Business Newspaper》. 2021년 11월 12일. 2022년 12월 26일에 확인함.
29. ↑  “K-animation set to shine in 2025”. 《The Korea Times》 (영어). 2025년 1월 6일. 2025년 1월 12일에 확인함.
30. ↑  “4 times the fun: CGV's SCREENX gets another dimension with a new screen”. 《Korea JoongAng Daily》 (영어). 2025년 1월 23일. 2025년 2월 3일에 확인함.
31. ↑  “<만화> '피트에리아II' 만화로 출간” [<Comic> Published as 'Pit-eria II']. 《Yonhap News Agency》. 1999년 6월 17일. 2022년 12월 26일에 확인함 – Naver 경유.
32. ↑  《데프콘 1 - YES24》 [Defcon 1 - YES24]. YES24. 1999년 12월 31일. 2022년 12월 26일에 확인함.
33. ↑  “［이번주 공모예정기업］ 소프트맥스, 게임 SW개발” [［Companies scheduled for public offering this week］ Softmax, game SW development]. 《Maeil Economics》. 2001년 5월 28일. 2024년 6월 24일에 확인함 – Naver 경유.
34. ↑  “금주의 키워드” [Keyword of the week]. 《Et News》. 2003년 1월 4일. 2024년 6월 24일에 확인함 – Naver 경유.
35. ↑  “텀블벅, 디지몬 어드벤처 OST 발매 프로젝트 개설”. 《Game Shot》. 2020년 3월 11일. 2024년 6월 24일에 확인함.
36. ↑  Gyeongyun, Kim (2024년 7월 1일). “300만부 팔린 인기 판타지소설 '룬의 아이들', 웹툰으로 재탄생”. 《Yonhap News Agency》.
37. ↑  “애니를 게임으로 게임이 만화로...영역 '파괴바람'” [Anime as a game, a game as a cartoon... Area 'Wind of Destruction']. 《Korea Economic Daily》. 2001년 5월 30일. 2022년 12월 26일에 확인함 – Naver 경유.
38. ↑  “묵향 다크레이디 - 웹툰 ｜카카오페이지” [Mookhyang: Dark Lady - Webtoon ｜KakaoPage]. KakaoPage. 2019년 7월 4일. 2022년 12월 26일에 확인함.
39. ↑  Yun, Areum (2020년 3월 17일). “[화제작-묵혼 온라인]전설 무협 판타지 MMORPG의 화려한 컴백”. 《Herald Business》. 2025년 1월 20일에 확인함.
40. ↑  “묵향 디 오리진 - 웹툰 ｜카카오페이지” [Mookhyang: The Origin - Webtoon ｜KakaoPage]. KakaoPage. 2021년 1월 31일. 2022년 12월 26일에 확인함.
41. ↑  《드래곤 라자 1》 [Dragon Raja 1]. Aladin. 2000년 4월 18일. 2025년 2월 5일에 확인함.
42. ↑  “Dragon Raja (Son Bonggyu)” (영어). MangaUpdates. 2025년 2월 6일에 확인함.
43. ↑  “판타지 소설 '드래곤 라자' 해외 인세 수입 5억 돌파” [The fantasy novel "Dragon Raja"' exceeds 500 million won in overseas royalties]. 아시아경제신문. 2014년 4월 30일. 2025년 2월 6일에 확인함.
44. ↑  “삼성전자, 온라인게임시장 본격 진출” [Samsung Electronics, enters the online game market in earnest]. 《Korea Economic Daily》. 2000년 9월 26일. 2022년 12월 25일에 확인함.
45. ↑  “Fantasy Express - Fantasy Horror Mystery Drama”. KBS Radio 2. 2014년 10월 19일에 원본 문서에서 보존된 문서. 2011년 8월 24일에 확인함.
46. ↑  “온라인게임 '모바일로 부활'” [Online Games "Reborn Mobile"]. 《ETNews》. 2004년 7월 13일. 2011년 8월 20일에 확인함 – Naver 경유.
47. ↑  Kim, Seunghyeon (2016년 2월 26일). “매출 9위 찍은 드래곤 라자 M “성역에 발 디딘 기분이다””. 《ThisIsGame》. 2025년 1월 21일에 확인함.
48. ↑  “게임 '드래곤라자2:퓨처워커'의 '드래곤'과 '라자', 그리고 '주인공'의 설정” [The setting of 'Dragon', 'Raja', and 'Heroine' of the game 'Dragon Raja 2: Future Walker']. 《Game Chosun》. 2019년 5월 24일. 2022년 12월 25일에 확인함.
49. ↑  “드래곤 라자 애니화 판권, '퇴마록' 제작사에” [The rights to the animation of Dragon Raja were transferred to the production company of Exorcism Chronicles: The Beginning]. 《인벤》. 2025년 2월 18일. 2025년 2월 20일에 확인함.
50. ↑  《만화 이드 1》 [Manhwa ID 1]. Kyobo Book Centre. 2002년 8월 8일. 2025년 2월 9일에 확인함.
51. ↑  《그 놈은 멋있었다 1(만화)》 [He Was Cool 1 (Manhwa)]. Kyobo Book Centre. 2004년 12월 10일. 2025년 2월 5일에 확인함.
52. ↑  《S.K.T 플러스 1》 [S.K.T Plus 1]. Kyobo Book Centre. 2007년 3월 29일. 2025년 2월 5일에 확인함.
53. ↑  《SKT 오피셜 코믹스 (SKT Official Comics) 1》. Yes24. 2011년 8월 31일. 2025년 2월 5일에 확인함.
54. ↑  “S.K.T(Swallow Knights Tales) - 네이버 웹툰” [S.K.T(Swallow Knights Tales) - Naver Webtoon]. 《Naver Webtoon》. 2023년 9월 23일.
55. ↑  “왕좌의 귀환... 웹툰으로 돌아온 S.K.T "소설의 근간 변하지 않았죠"” [Return of the throne... S.K.T returns to webtoon "The basis of the novel has not changed"]. 《Seoul Economics》. 2023년 12월 2일. 2024년 6월 24일에 확인함 – Naver 경유.
56. 1 2  “'그래서 나는 안티팬과 결혼했다' 수영X최태준 싱크로율 200%...웹툰 선공개” ['So I Married an Anti-Fan' Sooyoung X Taejun Choi Synchro rate 200%... Webtoon pre-release]. Sedaily. 2018년 12월 12일. 2022년 12월 26일에 확인함.
57. ↑  “K-pop's Seohyun stars in Chinese film”. 《The Korea Times》. 2015년 11월 5일. 2016년 4월 20일에 확인함.
58. ↑  Baek, Ji-eun. “[공식] 최태준X최수영, '안티팬과 결혼했다' 주인공...'新 로코커플'”. 《Sports Chosun》. 2018년 9월 1일에 확인함.
59. ↑  “The Dragon Master” (영어). MangaUpdates. 2025년 2월 4일에 확인함.
60. ↑  “신룡의 주인 - 네이버 웹툰 베스트도전” [The owner of the divine dragon - Naver Webtoon Best Challenge]. Naver Webtoon. 2012년 12월 28일. 2025년 2월 4일에 확인함.
61. ↑  “신룡의 주인 - 정식 연재 공지 : 네이버 웹툰 베스트도전” [The owner of the divine dragon - Official serialization announcement: Naver Webtoon Best Challenge]. Naver Webtoon. 2014년 11월 6일. 2025년 2월 4일에 확인함.
62. ↑  “신룡의 주인 - 웹툰” [The owner of the divine dragon - Webtoon]. KakaoPage. 2019년 3월 11일. 2025년 2월 4일에 확인함.
63. ↑  Jeong, Ucheol (2013년 10월 4일). “신수의 주인 “작가만 5명, 스토리텔링으로 승부한다”” [The owner of the divine beast: "Only 5 writers, competing through storytelling"]. 《ThisIsGame》. 2025년 2월 5일에 확인함.
64. ↑  《신수의 주인 신규 플레이영상》 [New gameplay video of The owner of the divine beast]. ThisIsGame Archives - YouTube. 2014년 2월 26일. 2025년 2월 5일에 확인함.
65. ↑  “Reveries of the Moonlight” (영어). MyAnimeList. 2025년 2월 9일에 확인함.
66. ↑  “'군도 웹툰' 2탄 '조윤' 편 레진코믹스에서 무료로 만나보세요” [Meet the second installment of 'Archipelago Webtoon', 'Jo Yoon', for free on Lezhin Comics]. The Korea Economic Daily. 2014년 8월 6일. 2025년 2월 9일에 확인함.
67. ↑  “(체험영상) 담백한 TPS 액션, 아키블레이드”. 《ThisIsGame》. 2013년 2월 7일. 2025년 2월 9일에 확인함.
68. ↑  “신수의 주인 - 웹툰” [The owner of the divine beast - Webtoon]. KakaoPage. 2014년 6월 30일. 2025년 2월 5일에 확인함.
69. ↑  “'Webnovels' to follow 'webtoons'”. 《Korea.net》 (영어). 2016년 1월 19일. 2022년 12월 28일에 확인함.
70. ↑  “웹소설 '뱀파이어의 꽃', SNS 드라마로 방송된다” [Web novel 'Vampire's Flower' to be broadcast as SNS drama]. 《Aju Business Daily》. 2014년 4월 10일. 2022년 12월 28일에 확인함.
71. ↑  “더스크 하울러 - 웹툰” [Dusk Howler - Webtoon]. KakaoPage. 2014년 7월 18일. 2025년 2월 5일에 확인함.
72. ↑  “360만 독자 거느린 소설 '달빛조각사', 웹툰으로 만난다” [The novel "Moonlight Sculptor" with 3.6 million readers is now available as a webtoon]. 이데일리. 2015년 2월 17일. 2025년 2월 6일에 확인함.
73. ↑  “애완견의 법칙 - 웹툰” [The law of the pet dog - Webtoon]. KakaoPage. 2014년 9월 13일. 2025년 2월 5일에 확인함.
74. ↑  “360만 독자 거느린 소설 '달빛조각사', 웹툰으로 만난다” [The novel "Moonlight Sculptor" with 3.6 million readers is now available as a webtoon]. 이데일리. 2015년 2월 17일. 2025년 2월 6일에 확인함.
75. ↑  “드래곤 레이디 - 웹툰 ｜카카오페이지” [Dragon Lady - Webtoon ｜KakaoPage]. 《KakaoPage》. 2023년 6월 28일. 2023년 9월 23일에 확인함.
76. ↑  Baek, Byung-yeul (2014년 11월 5일). “Jang Na-ra headlines new MBC drama”. 《The Korea Times》 (영어). 2014년 11월 21일에 확인함.
77. ↑  Manick, JYT. “Baka-Updates Manga - Grimza Story”. 《www.mangaupdates.com》 (영어). 2018년 7월 31일에 확인함.
78. ↑  “카카오게임즈 '달빛조각사' 정식 출시...원작 흥행 돌풍 잇는다” [Kakao Games 'Moonlight Sculptor' officially released... The original box office hit continues]. 《Enews Today》. 2019년 10월 10일. 2022년 12월 25일에 확인함.
79. ↑  “스튜디오더블유바바, 명작 웹소설 ‘달빛조각사’ 극장용 애니메이션화 진행 [Studio W.Baba is adapting the masterpiece web novel "Legendary Moonlight Sculptor" into theatrical animated feature film]”. 《Business Korea》. 2022년 6월 27일. 2025년 1월 30일에 확인함.
80. ↑  “조아라, 레전드 판타지 '메모라이즈' 비주얼노벨 앱 출시”. 《Game Focus》. 2016년 1월 19일. 2022년 12월 25일에 확인함.
81. ↑  “슈퍼플래닛, 2017차이나조이 ‘메모라이즈: 기억의 조각’으로 참여”. 《ThisIsGame》. 2017년 7월 27일. 2025년 1월 20일에 확인함.
82. ↑  “조아라‧위즈덤하우스 공동제작 웹툰 '메모라이즈', 카카오페이지 연재” [Joara and Wisdom House co-produced webtoon 'Memorise', serialized on Kakao Page]. 《Kuki News》. 2020년 9월 26일. 2022년 12월 26일에 확인함.
83. 1 2  “Park Seo-joon may become the boss in webtoon adaptation Why Secretary Kim” (영어). DramaBeans. 2017년 12월 18일.
84. ↑  “강남화타 - 웹툰｜카카오페이지” [Gangnam Huata - Webtoon｜KakaoPage]. KakaoPage. 2016년 6월 30일. 2023년 3월 3일에 확인함.
85. ↑  “Politician under fire for fanfic he wrote about singer IU” (영어). Korea JoongAng Daily. 2023년 2월 27일. 2024년 6월 24일에 확인함.
86. ↑  “[컬처포토①] 그 때 그 시절의 추억을 꺼내다, 뮤지컬 ‘내 남자친구에게’” [[Culture Photo ①] Bringing back memories of those days, the musical "To My Boyfriend"]. 뉴스컬처. 2016년 8월 7일. 2025년 2월 9일에 확인함.
87. ↑  “1세대 웹소설 '내 남자친구에게' 뮤지컬로 본다” [First-generation web novel "To My Boyfriend" adapted into musical]. 플레이DB. 2016년 8월 9일. 2025년 2월 9일에 확인함.
88. ↑  “Park So-dam to play heroine” (영어). The Korea Times. 2015년 1월 12일. 2016년 2월 8일에 확인함.
89. ↑  Yoon, Yi-soo; Kim, Hee-kyung. “구르미 그린 달빛” [Love in the Moonlight]. 《Naver Web Novel》. Naver Corporation. 2019년 3월 31일에 확인함.
90. 1 2  “'툰봐'의 웹 애니 '정령왕 엘퀴네스' 일민미술관 전시...5.18~8.12일” ['Toonbwa' web animation 'Elqueeness, the King of Spirit' exhibited at Ilmin Museum of Art... 5.18 – 8.12]. 머니투데이. 2018년 5월 10일. 2022년 12월 26일에 확인함.
91. ↑  《［툰봐］ 카카오페이지 300만의 선택 정령왕 엘퀴네스 웹툰 애니화 -정령왕 엘퀴네스 PV》 [［Toonbwa］Kakao Page 3 Million Choices Elqueeness, the King of Spirit Webtoon Animation - Elqueeness, the King of Spirit PV]. YouTube. 2018년 3월 23일. 2022년 12월 26일에 확인함.
92. ↑  “디앤씨미디어, 중국 웹툰시장 진출 '속도'...텐센트동만·콰이칸과 공급계약 체결” ['Speed' to advance into the Chinese webtoon market, DNC Media...Concluded a supply contract with Tencent Dongman and Kwaikan]. Energy Business Newspaper. 2018년 4월 5일. 2022년 12월 26일에 확인함.
93. ↑  “시프트업, '그녀가 공작저로 가야했던 사정' 출시” [Shift Up, 'The Reason Why Raeliana Ended up at the Duke's Mansion' released]. Financial Today. 2018년 4월 5일. 2022년 12월 26일에 확인함.
94. ↑  Hodgkins, Crystalyn (2023년 2월 14일). “Why Raeliana Ended Up at the Duke's Mansion Anime Premieres on April 10”. 《Anime News Network》 (영어). 2024년 1월 24일에 확인함.
95. ↑  “［베스트셀러］'흔한남매3' 1위, '나 혼자만 레벨업2' 2위” [［Bestseller］ 'Common Siblings 3' 1st place, 'Solo Leveling 2' 2nd place]. Newsis. 2020년 1월 14일. 2022년 12월 26일에 확인함.
96. ↑  Tamara, Lazic (2024년 4월 27일). “Who Made Me a Princess Donghua Shows Off Second Trailer”. 《Anime Corner》 (영어). 2024년 9월 8일에 확인함.
97. ↑  “웹툰 '구경하는 들러리양' 콰이칸 주간유료차트 2주 연속 1위” [Webtoon 'Miss Not-So Sidekick' Kwaikan Weekly Paid Chart #1 for 2 weeks in a row]. Newsis. 2018년 12월 5일. 2022년 12월 26일에 확인함.
98. ↑  Lacerna, Michael (2022년 7월 26일). “Solo Leveling Artist Dubu Passes Away Due to Cerebral Hemorrhage”. 《CBR.com》 (영어). 2022년 7월 26일에 확인함.
99. ↑  Luster, Joseph (2024년 1월 6일). “Solo Leveling Anime: Everything You Need to Know”. 《Crunchyroll News》 (영어). 2024년 1월 24일에 확인함.
100. ↑  “［기업분석］디앤씨미디어, 흥행 IP의 확장은 해외로 이어질까” [［Company Analysis］DNC Media, will the expansion of box office IP lead overseas?]. Energy Business Newspaper. 2019년 7월 15일. 2022년 12월 26일에 확인함.
101. ↑  “秋アニメ『帰還者の魔法は特別です』追加声優に瀬戸麻沙美 | アニメイトタイムズ”. 《Animate Times》 (일본어). 2023년 9월 10일. 2024년 1월 24일에 확인함.
102. ↑  “치트라 - 웹툰” [Chitra - Webtoon]. KakaoPage. 2018년 11월 30일. 2025년 2월 9일에 확인함.
103. 1 2 3 4  Shin, Young-eun (2019년 2월 2일). [설기획] '진심이 닿다'→'좋아하면 울리는'...원작 웹툰·웹소설 정주행 어때요?. Star MK. 2019년 2월 10일에 확인함.
104. ↑  “디앤씨미디어, 2018 잠정 실적 발표...'역대 최대' 매출 달성” [DNC Media announces 2018 tentative results... Achieving the 'highest sales ever']. Sen TV. 2019년 2월 25일. 2022년 12월 26일에 확인함.
105. ↑  “'시맨틱 에러' 저수리 작가 "최대한 다양한 인물에 대해 쓰고 싶다"” ['Semantic Error' Author J. Soori: "I Want to Write About as Many Different Characters as Possible"]. Cine21. 2022년 3월 17일. 2025년 1월 28일에 확인함.
106. ↑  “"소설은 웹툰으로, 웹툰은 드라마로" 리디, 콘텐츠 다각화 시동걸어” ["Novel into webtoon, webtoon into drama" Ridi, starts diversification of contents]. The Dong-A Ilbo. 2021년 1월 22일. 2022년 12월 29일에 확인함.
107. ↑  “리디, 웹툰 '시맨틱 에러' 스페셜 애니 제작” [Ridi, Webtoon 'Semantic Error' special animation production]. IT Chosun. 2021년 2월 17일. 2022년 12월 29일에 확인함.
108. ↑  “박재찬X박서함 '시멘틱 에러' 메인 포스터·예고편 공개” [Park Jae-chan X Park Seo-ham's 'Semantic Error' main poster and trailer released]. Star News Korea. 2022년 1월 28일. 2022년 12월 29일에 확인함.
109. ↑  Jo, Yeon-kyung (2022년 7월 1일). “BL 신드롬 '시맨틱에러' 극장판 BIFAN 1분 매진...8월 개봉” [BL Syndrome 'Semantic Error' Theatrical version BIFAN sold out in 1 minute... open in august]. 《JTBC》. 2022년 10월 13일에 확인함.
110. ↑  “'퓨전 사극'이 대세... 드라마 이어 웹툰도 인기몰이” ['Fusion historical dramas' are trending... Following the drama, the webtoon is also popular]. The Dong-A Ilbo. 2021년 3월 18일. 2022년 12월 26일에 확인함.
111. ↑  “스플: 금혼령:조선혼인금지령” [Story Play: Forbidden Marriage: Joseon Marriage Prohibition]. 《Story Play》. 2022년 12월 25일에 확인함.
112. ↑  “'금혼령, 조선 혼인 금지령'...밀리의 서재서 오디오 드라마로'”. Asia Economics. 2022년 12월 6일. 2022년 12월 25일에 확인함.
113. ↑  Son Jin-ah (2022년 6월 14일). “박주현·김영대·김우석, '금혼령, 조선 혼인 금지령' 출연 확정(공식)” [Park Ju-hyun, Kim Young-dae, Kim Woo-seok confirmed to appear in 'Geumhollyeong, Joseon Marriage Ban' (Official)]. MK Sports. 2022년 6월 18일에 확인함 – Naver 경유.
114. ↑  “잘나가는 '웹툰 1%'가 글로벌 뚫는다” [Popular '1% Webtoon' penetrates the global market]. 이데일리. 2022년 6월 20일. 2022년 12월 26일에 확인함.
115. ↑  도굴왕. 《KakaoPage》. 2024년 8월 10일에 확인함.
116. ↑  Tan, Melvyn (2024년 7월 9일). “Tomb Raider King Manhwa Gets Animated Series”. 《Anime Trending》 (영어). 2024년 8월 10일에 확인함.
117. ↑  “'네이버시리즈 웹소설 원작' 드라마 저스티스, 17일부터 방영”. 이데일리. 2019년 7월 12일. 2022년 12월 25일에 확인함.
118. ↑  “시나몬게임즈, '메이비' 여성 유저 취향 저격” [Cinnamon Games, sniping the taste of female users of 'Maybe']. 《Newsis》. 2019년 6월 20일. 2022년 12월 25일에 확인함.
119. ↑  “구남친이 내게 반했다 :: 네이버 웹툰” [My Ex-boyfriend Fell in Love With Me :: Naver Webtoon]. Naver Webtoon. 2020년 6월 25일. 2022년 12월 26일에 확인함.
120. 1 2  “"인기 웹툰 이야기 내가 만든다" 뜨는 스토리게임” ["I create popular webtoon stories" Rising story game]. 《Seoul Economics》. 2020년 3월 9일. 2025년 1월 28일에 확인함 – Naver 경유.
121. 1 2  “웹툰 된 웹소설, 해외서 광클릭”. 《Sedaily》. 2020년 12월 9일. 2022년 12월 25일에 확인함.
122. ↑  “재혼 황후 : 오디오 클립” [Remarried Empress: Audio Clip]. Audio Clip. 2021년 3월 2일. 2022년 12월 26일에 확인함.
123. ↑  “네이버웹툰, 30일까지 매일 신작품 웹툰 공개” [Naver Webtoon, releases new webtoons every day until the 30th]. Zdnet Korea. 2019년 9월 1일. 2022년 12월 26일에 확인함.
124. ↑  Choi, Ji-yoon (2024년 11월 28일). 서현·옥택연 로맨스…'남주의 첫날밤을 가져버렸다' [Seohyun and Ok Taecyeon Romance… 'Taking the Male Lead's First Night']. Newsis. 2024년 11월 28일에 확인함 – Naver 경유.
125. ↑  “부천국제만화축제, '중증외상센터: 골든아워'의 홍비치라/한산이가 작가 랜선 팬미팅 진행돼” [Bucheon International Comics Festival, 'Severe Trauma Center: Golden Hour' artist Hongbichira/Hansanleega held online fan meeting]. Social Value. 2020년 9월 23일. 2023년 11월 19일에 확인함.
126. ↑  Cho, Young-jun (2023년 6월 16일). “Netflix announces first Korean medical drama series”. 《Korea JoongAng Daily》 (영어). 2024년 11월 10일에 원본 문서에서 보존된 문서. 2024년 12월 28일에 확인함.
127. ↑  “카카오페이지, 북미웹툰 플랫폼 '타파스'에 IP 공급 본격화” [Kakao Page, full-scale IP supply to North American webtoon platform 'Tapas']. Asia Today. 2020년 11월 13일. 2022년 12월 26일에 확인함.
128. ↑  “카카오재팬 픽코마, 1분기 '글로벌 비게임 앱 매출 성장' 3위” [Kakao Japan Piccoma, ranked 3rd in 'Global Non-Game App Sales Growth' in 1Q]. Zdnet Korea. 2021년 4월 6일. 2022년 12월 26일에 확인함.
129. ↑  “Omniscient Reader: ［SPOILER］'s Death Finally Grants Her Peace in the Most Bittersweet Way” (영어). Cbr. 2022년 7월 21일. 2022년 12월 26일에 확인함.
130. ↑  Hodgkins, Crystalyn (2024년 7월 6일). “Omniscient Reader Manhwa Gets TV Anime”. 《Anime News Network》 (영어). 2024년 7월 7일에 확인함.
131. ↑  “웹툰 매력에 풍덩 '슬기로운 홈캉스'...카카오·네이버 추천작은?” [Indulge in the charm of the webtoon 'Sage Staycation'... Kakao · Naver recommendation?]. The Hankyoreh. 2021년 8월 4일. 2022년 12월 26일에 확인함.
132. ↑  “［한국 웹툰열전］ ㉘심청전 소재 판타지 '용왕님의 셰프가 되었습니다'” [［Korean Webtoon Biographies］ ㉘ The Tale of Sim Chong material fantasy 'I Become the Dragon King's Chef']. IT Chosun. 2020년 6월 7일. 2022년 12월 28일에 확인함.
133. ↑  “이영도 대표 판타지 '눈물을 마시는 새' 오디오북 미리듣기 : 오디오클립” [Lee Young-do's fantasy 'The Bird that Drinks Tears' audiobook preview: Audio Clip]. Audio Clip. 2022년 6월 8일. 2023년 1월 2일에 확인함.
134. ↑  “PUBG devs are making a game based on Korean fantasy epic The Bird That Drinks Tears” (영어). Rockpaper Shotgun. 2022년 9월 24일. 2023년 1월 2일에 확인함.
135. ↑  “Nano Machine & 9 Other Must-Read Sci-Fi Manhwa” (영어). Cbr. 2021년 9월 9일. 2024년 1월 18일에 확인함.
136. ↑  “카르세아린 - 웹툰 ｜카카오페이지” [Karsearin: Adventures of a Red Dragon - Webtoon ｜KakaoPage]. KakaoPage. 2020년 8월 9일. 2022년 12월 26일에 확인함.
137. ↑  “［지디의 네웹소설］ 추위 잊게할 중세 로맨스 '마른 가지에 바람처럼'” [［ZD's Naver Web Novels］ A medieval romance that will make you forget the cold 'Like the Wind on a Dry Branch']. Zdnet Korea. 2020년 12월 19일. 2022년 12월 26일에 확인함.
138. ↑  “네이버웹툰, '하렘의 남자들' 수요웹툰으로 정식 연재...팬들 '기대UP'” [Naver Webtoon, 'Men of the Harem' officially serialized as a Wednesday webtoon... Fans 'expectations UP']. Consumer Times. 2020년 12월 1일. 2022년 12월 28일에 확인함.
139. ↑  “너의 의미 - 웹툰 ｜카카오페이지” [The Meaning of You - Webtoon ｜KakaoPage]. KakaoPage. 2020년 12월 18일. 2022년 12월 26일에 확인함.
140. ↑  “카카오웹툰 직접 써봤더니…"화려하고 더 똑똑해졌다"” [I tried Kakao Webtoon myself… "It's more gorgeous and smarter"]. Zdnet Korea. 2021년 8월 2일. 2025년 3월 8일에 확인함 – Naver 경유.
141. ↑  “나윤권, 웹툰 '성스러운 아이돌' OST '언젠가 우리' 25일 발매” [Na Yoon-kwon, webtoon 'Holy Idol' OST 'Someday Us' released on the 25th]. Sports W. 2023년 1월 20일. 2023년 9월 6일에 확인함.
142. ↑  Bhavna Agarwal (2023년 2월 8일). “Our Blooming Youth to Call It Love, much-watch K-dramas to stream on OTT platforms in February”. 《India Today》 (영어). 2023년 2월 16일에 확인함.
143. ↑  “의원, 다시 살다 - 웹툰” [Doctor, Live Again - Webtoon]. KakaoPage. 2021년 1월 16일. 2025년 2월 5일에 확인함.
144. ↑  “내 남편과 결혼해줘 : 오디오 클립” [Marry My Husband: Audio Clip]. Audio Clip. 2021년 3월 8일. 2022년 12월 28일에 확인함.
145. ↑  “［김정유의 웹툰파헤치기］내 운명을 넘긴다...네이버웹툰 '내 남편과 결혼해줘'” [［Exploring Kim Jeong-yu's webtoon］ I hand over my destiny... Naver Webtoon 'Marry My Husband']. 이데일리. 2022년 7월 16일. 2022년 12월 28일에 확인함.
146. ↑  Kim, Chae-yeon (2023년 10월 25일). “박민영·나인우·이이경·송하윤, tvN '내 남편과 결혼해줘'로 뭉친다 [공식]” [Park Min-young, Na In-woo, Lee Yi-kyung, and Song Ha-yoon to unite for tvN's 'Marry My Husband' [Official]]. Osen. 2023년 10월 25일에 확인함 – Naver 경유.
147. ↑  Lee Si-jin (2023년 2월 8일). “Web novels follow webtoons' successful footsteps” (영어). 2024년 8월 10일에 확인함 – The Korea Herald 경유.
148. ↑  “'만화책' 살린 네이버웹툰, 국산 애니메이션 시장도 살릴까” [Naver Webtoon, which saved ‘comic books’, will it also save the domestic animation market]. 《FNTIMES》. 2024년 7월 24일. 2024년 8월 10일에 확인함.
149. ↑  “［김정유의 웹툰파헤치기］미래를 보는 키스?... 네이버웹툰 '키스 식스 센스'” [［Exploring Kim Jeong-yu's webtoon］ A kiss that can see the future?... Naver webtoon 'Kiss Six Sense']. 이데일리. 2022년 5월 28일. 2024년 6월 24일에 확인함 – Naver 경유.
150. ↑  “Yuju to feature on original soundtrack for Disney+ series 'Kiss Sixth Sense'” (영어). Korea JoongAng Daily. 2022년 5월 23일. 2022년 12월 25일에 확인함.
151. ↑  “［지디의 네웹소설］ 로맨스 복수극 '완벽한 결혼의 정석'” [［ZD's Naver Web Novels］ Romance revenge drama 'Perfect Marriage Revenge']. ZDnet Korea. 2021년 10월 23일. 2023년 11월 8일에 확인함 – Naver 경유.
152. ↑  “네이버웹툰 '완벽한 결혼의 정석', 10월 28일 드라마 첫방송” [Naver Webtoon 'Perfect Marriage Revenge' premieres as a drama on October 28th]. Segye Biz. 2023년 10월 24일. 2023년 11월 8일에 확인함.
153. ↑  “역대급 영지 설계사 :: 네이버 웹툰” [The Greatest Estate Developer :: Naver Webtoon]. Naver Webtoon. 2021년 8월 5일. 2022년 12월 28일에 확인함.
154. ↑  “천만 영화 '파묘'보다 더 대단한 웹툰이 있다고?” [Is there a webtoon that is better than the hit movie 'Exhuma'?]. The Hankyoreh. 2024년 9월 15일. 2025년 1월 28일에 확인함 – Naver 경유.
155. ↑  멸망 이후의 세계. 《Naver Webtoon》. 2024년 8월 18일에 확인함.
156. ↑  “웹소설이 웹툰 만나니…더 큰 세상으로 '무한 확장'” [Web novel meets webtoon... 'Infinite expansion' into a bigger world]. Maeil Business Newspaper. 2022년 8월 5일. 2025년 1월 28일에 확인함 – Naver 경유.
157. ↑  AniTsumi (2024년 8월 19일). “"The World after the Fall" Manhwa is getting a TV Anime Adaptation by Korean Animation Studio EEK” (트윗). 2024년 8월 19일에 확인함.
158. ↑  “재벌집 막내아들 :: 네이버 웹툰” [Reborn Rich :: Naver Webtoon]. Webtoon (platform)|Naver Webtoon. 2022년 12월 28일. 2022년 12월 26일에 확인함.
159. ↑  “네이버 IP '재벌집 막내아들'…웹툰·드라마 쌍끌이 흥행에 매출 230배↑” [Naver IP 'Reborn Rich'... Sales Increase 230 Times↑ Due to the Double Hit of Webtoon and Drama]. Aju Business Daily. 2022년 12월 1일. 2025년 1월 28일에 확인함.
160. ↑  “Song Joong-ki to star in new JTBC series set to air next year”. 《Korea JoongAng Daily》 (영어). 2021년 7월 20일. 2022년 12월 14일에 확인함.
161. ↑  “'베이비 폭군', 윌라 오디오북 웹소설로 출시...100% 싱크로율 예고” ['Baby Tyrant' released as a Welaaa audiobook web novel... 100% synchronization rate notice]. Single List. 2022년 11월 7일. 2023년 4월 5일에 확인함.
162. ↑  “네이버 웹툰” [Naver Webtoon]. Naver Webtoon. 2023년 2월 28일. 2023년 4월 5일에 확인함.
163. 1 2  “《변경백 서자는 황제였다》 서비스 오픈…8000만 뷰 웹소설이 웹툰으로 재탄생” [《Ian the Illegitimate Son Was an Emperor》 Service Opens... 80 Million Views Web Novel Reborn as Webtoon]. Sisa Journal. 2024년 5월 27일. 2025년 1월 28일에 확인함 – Naver 경유.
164. ↑  Lee, Sun-gon (2023년 1월 3일). 윌라 오디오북, 새해 첫 오디오북 라인업 공개 [Willa Audiobooks Unveils First Audiobook Lineup of the New Year]. 《Beyond Post》. 2024년 1월 16일에 확인함.
165. ↑  Park, Jae-hwan (2024년 1월 12일). '멱살 한번 잡힙시다' 김하늘-연우진-장승조의 멜로추적 스릴러... 3월 KBS 2TV 새 월화드라마 ['Let's Get Caught by the Neck' Kim Haneul-Yeon Woojin-Jang Seungjo's melo-chase thriller... March KBS 2TV's new Monday-Tuesday drama]. KBS Media. 2024년 1월 16일에 확인함 – Naver 경유.